# Manželský zákon (stejnopohlavní páry) 2013
Manželský zákon (stejnopohlavní páry) 2013 je zákonem přijatý britským parlamentem, který legalizoval stejnopohlavní sňatky v Anglii a Walesu.

## Pozadí

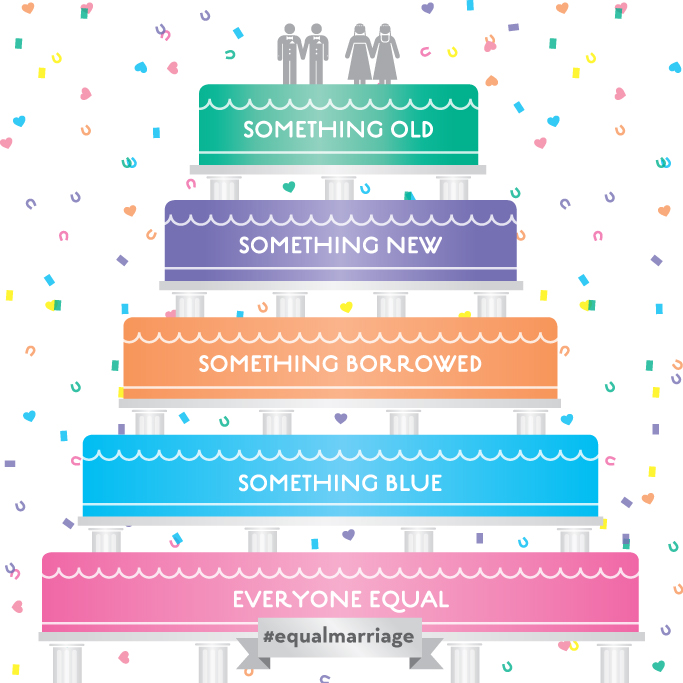
Vládní podpora manželské rovnosti

Spojené království legalizovalo registrované partnerství v r. 2004, čímž umožnilo párům stejného pohlaví a manželům, z nichž jeden prošel změnou pohlaví, žít v právně uznaném partnerském svazku odlišném od manželství, ale bez užívání tohoto názvu, a bez klasického svatebního obřadu. Dřívější právní úprava nutila manželské páry k rozvodu, pokud jeden z nich prošel změnou pohlaví, anebo pokud nebyl pár zákonem uznáván jako heterosexuální – muž a žena.
Po všeobecných volbách v r. 2010 oznámila v září 2011 Lynne Featherstoneová z Liberálně-demokratické strany, že by britská vláda měla v březnu 2012 zahájit konzultace na téma občanských sňatků pro homosexuální páry v Anglii a Walesu. Konzultace skončily v červnu 2012 následujíc projevem nové ministryně žen a rovných příležitostí Marie Millerové, že by vláda měla představit takovou legislativu do konce volebního období, a že k pracím na ní došlo už na aktuální parlamentní schůzi. Návrh manželského zákona (stejnopohlavní páry) byl v parlamentu projednáván 24. ledna 2013. Předsedové tří hlavních politických stran dali svým poslancům volnou ruku v přístupu k nové legislativě, což znamená, že mohli hlasovat pro i proti bez politických následků.
Návrh se setkal většinou s vřelým přijetím v britské společnosti, zejména ze strany aktivistické organizace za LGBT práva Stonewall. Organizace Labour Humanists se k němu vyjádřila tak, že neexistuje žádný oprávněný etnický důvod odmítat gay manželství. Ministryně žen a rovných příležitostí Maria Millerová řekla v Dolní sněmovně, že návrhy instituci nijak nenaruší, ba naopak jí posílí. Jiní návrh odmítali. V prosinci 2012 řekl reverend Mark Davies při vánočním kázání, že návrh považuje za způsob jak oslabit víru a náboženství, který už dříve používali komunisté a nacisté. Ministryně pro náboženství baronka Warsi se zase obávala toho, jak ve školách učit o stejnopohlavním manželství a homosexuálních vztazích. Představitel opoziční skupiny Koalice za manželství (Coalition for Marriage) označil legislativu za nebezpečnou pro britskou společnost. 18. května 2013 zveřejnilo více než 400 muslimských představitelů, včetně islámských učenců a reprezentantů mešit napříč celou zemí, otevřený odmítavý dopis s tím, že výchova dětí k akceptování homosexuality jako něčeho normálních poškozuje práva muslimských rodičů vychovávat své děti podle jejich náboženského přesvědčení.
Proti návrhu se vyslovilo i několik poslanců Dolní sněmovny. Konzervativní poslanec Matthew Offord se zeptal, zda po přijetí stejnopohlavního manželství budou následovat i další jiné alternativní svazky jako je třeba polygamie. Vláda se k tomu vyjádřila tak, že něco takového by bylo nepřípustné. Konzervativní poslanec Edward Leigh vládní pokus o redefinici manželství odsoudil a Labouristický poslanec Austin Mitchell řekl, že stejnopohlavní manželství není důležité, ani pro zemi přínosné.

## Parlamentní čtení

### Dolní sněmovna

#### První čtení
Návrh byl podroben prvnímu čtení 24. ledna 2013.

#### Druhé čtení
Návrh se dostal do druhého čtení 5. února 2013 a byl přijat podstatnou většinou 400:175.
Manželský zákon (stejnopohlavní páry) 2013
| Strana                                       | Pro              | Proti            | Zdržel se (hlasoval pro i proti) | Nepřítomen (nehlasoval) |
| -------------------------------------------- | ---------------- | ---------------- | -------------------------------- | ----------------------- |
| Konzervativní strana                         | 126 (+1 sčítač)  | 134 (+2 sčítači) | 5                                | 36                      |
| Labouristická strana                         | 217              | 22               | 0                                | 18                      |
| Liberálně-demokratická strana                | 44 (+1 sčítač)   | 4                | 0                                | 7                       |
| Skotská národní strana                       | 0                | 0                | 0                                | 6                       |
| Demokratická unionistická strana             | 0                | 8                | 0                                | 0                       |
| Plaid Cymru                                  | 3                | 0                | 0                                | 0                       |
| Zelená strana                                | 1                | 0                | 0                                | 0                       |
| Sociálně demokratická a labouristická strana | 1                | 0                | 0                                | 2                       |
| Alianční strana Severního Irska              | 1                | 0                | 0                                | 0                       |
| Respekt                                      | 1                | 0                | 0                                | 0                       |
| Nezávislí                                    | 1                | 2                | 0                                | 0                       |
| Celkem                                       | 395 (+2 sčítači) | 170 (+2 sčítači) | 5                                | 69                      |

Mapa poslanců podle hlasování a stranické příslušnosti, druhé čtení návrhu, 5. únor 2013 (Podporovatelé jsou zvýrazněni modrou a tmavě modrou barvou).

Skotská národní strana se hlasování o návrhu nezúčastnila, protože se týkal pouze Anglie a Walesu.

#### Komisionální fáze
Návrh byl přezkoumáván Komisí pro manželský zákon (stejnopohlavní páry). Účelem jejího založení byl podrobný přezkum návrhu. Komise k němu nepřidala žádné pozměňovací návrhy a vrátila jej 12. března 2013 do Dolní sněmovny.
12. února 2013 ještě před zahájením komisionálního přezkumu bylo obdrženo několik dotazů z řad občanů i organizací – Anglikánské církve, Konference katolických biskupů Anglie a Walesu, Velšské církve, Lorda Pannicka, baronky Kennedyové z Shawu, Stonewallu, Gay a lesbické nadace, Společnosti pro výzkum a vzdělávání o genderové identitě, Liberálních judaistů, Zastupitelského výboru britských Židů, Out4Marriage, Koalice pro manželství a profesora Juliana Riversel z Univerzity v Bristolu.
14. února 2013 se k nim připojili také Kvakeři, Generální shromáždění unitárních a svobodných křesťanských církví, Metodistická církev, Unie reformačních církví, Liberty, Komisi pro rovnost a lidská práva, Cooperative Group, Schools OUT, PSHE Association, Jeffrey John, Alice Arnoldová, Brendan O'Neill a Mark Jones za advokáty.
Složení členů komise:
| Člen               | Stranická příslušnost  | Volební obvod              |
| ------------------ | ---------------------- | -------------------------- |
| Jimmy Hood         | Labouristická          | Lanark and Hamilton East   |
| Gary Streeter      | Konzervativní          | South West Devon           |
| Stuart Andrew      | Konzervativní          | Pudsey                     |
| Ben Bradshaw       | Labouristická          | Exeter                     |
| Chris Bryant       | Labouristická          | Rhondda                    |
| David Burrowes     | Konzervativní          | Enfield Southgate          |
| Stephen Doughty    | Labouristická          | Cardiff South and Penarf   |
| Jane Ellisonová    | Konzervativní          | Battersea                  |
| Steve Gillbert     | Liberálně-demokratická | St Austell and Newquay     |
| Helen Grantová     | Konzervativní          | Maidstone and The Weald    |
| Kate Greenová      | Labouristická          | Stretford and Urmston      |
| Simon Kirby        | Konzervativní          | Brighton Kemptown          |
| Kwasi Kwarteng     | Konzervativní          | Spelthorne                 |
| Tim Loughton       | Konzervativní          | East Worthing and Shoreham |
| Siobhain McDonagh  | Labouristická          | Mitcham and Morden         |
| Alison McGovernová | Labouristická          | Wirral South               |
| Jonathan Reynolds  | Labouristická          | Stalybridge and Hyde       |
| Hugh Robertson     | Konzervativní          | Faversham and Mid Kent     |
| Jim Shannon        | DUP                    | Strangford                 |
| Desmond Swayne     | Konzervativní          | New Forest West            |
| Stephen Williams   | Liberálně-demokratická | Bristol West               |

#### Fáze zprávy
Návrh byl zhodnocený Dolní sněmovnou jako celek po publikaci komisionální zprávy 20. a 21. května 2013. Během tohoto procesu bylo přijato několik pozměňovacích návrhů:
- Včlenění nové klauzule, která garantuje všem kaplanům zaměstnaných nenáboženskou organizací (například nemocnice nebo univerzita) právo výhrady svědomí, jehož součástí je právo odmítnout oddávat stejnopohlavní páry bez aplikace anti-diskriminační legislativy nebo jiných právních postihů.
- Novelizace osmí klauzule, která říká, že pokud se řídící orgán Velšské církve jasně rozhodne oddávat stejnopohlavní páry, tak je lord kancléř povinen zpracovat nařízení, které jí to umožňuje než, aby jí k tomu nutil svojí úřední mocí.
- Po veřejném nátlaku na vládu, aby zpřístupnila registrované partnerství párům různého pohlaví, byla včleněná nová klauzule, která požaduje zahájení budoucí veřejné diskuze na téma zpřístupnění zákona o registrovaném partnerství 2004 v Anglii a Walesu na heterosexuální páry.

#### Třetí čtení
Návrh se dostal v Dolní sněmovně do třetího čtení 21. května 2013 a byl přijat většinou hlasů 366:161..
Návrh manželského zákona (stejnopohlavní páry) 2013
| Strana                                       | Pro              | Proti            | Zdržel se (hlasoval pro i proti) | Nepřítomen (nehlasoval) |
| -------------------------------------------- | ---------------- | ---------------- | -------------------------------- | ----------------------- |
| Konzervativní strana                         | 117 (+1 sčítač)  | 127 (+2 sčítači) | 7                                | 51                      |
| Labouristická strana                         | 194              | 14               | 0                                | 46                      |
| Liberálně-demokratická strana                | 43 (+1 sčítač)   | 4                | 0                                | 9                       |
| Skotská národní strana                       | 0                | 0                | 0                                | 6                       |
| Demokratická unionistická strana             | 0                | 8                | 0                                | 0                       |
| Plaid Cymru                                  | 2                | 0                | 0                                | 1                       |
| Zelená strana                                | 1                | 0                | 0                                | 0                       |
| Sociálně demokratická a labouristická strana | 2                | 0                | 0                                | 1                       |
| Alianční strana Severního Irska              | 0                | 0                | 0                                | 1                       |
| Respekt                                      | 0                | 0                | 0                                | 1                       |
| Nezávislí                                    | 0                | 1                | 0                                | 1                       |
| Celkem                                       | 359 (+2 sčítači) | 154 (+2 sčítači) | 7                                | 117                     |

### Sněmovna lordů

#### První čtení
Návrh se dostal do prvního čtení ve Sněmovně lordů 21. května 2013.

#### Druhé čtení
Návrh byl odmítnut Sněmovnou lordů 3. a 4. června 2013 po hlasování 390 (72 %) lordů pro a 148 (28 %) proti vyprošťovací změně, čímž se návrh zamítnul. Vyprošťovací návrh byl podpořen a návrh manželského zákona nepřijat většinou stran zastoupených ve Sněmovně lordů.
Členové Sněmovny lordů, jejíchž průměrná věková struktura činí 69 let, se v prvé řadě snažila o další přezkum návrhu, a proto jej v druhém čtení vrátila komisím, aby jej vylepšily. Návrh se proto setkal s těžkou překážkou, včetně značné hlasité opozice. Za vyprošťovací změnou stál lord Dear, čímž se návrh jako celek efektivně odmítnul ve druhém čtení. Návrh byl odmítán z důvodu porušování tradic, nedemokratického a protináboženského charakteru. Mezi podporovateli návrhu byli buď ti, kteří žili v trvalém homosexuálním vztahů lord Alli, baronka Barkerová, lord Black z Brentwoodu a lord Smith z Finsbury. Další z nich měl dceru žijící v lesbickém vztahu. Podpora LGBT práv se našla i u heterosexuálních členů například lorda Jenkina. 9 z 14 anglikánských biskupů hlasovalo pro změnu a patnáct se zdrželo.
Finální hlasování téměř 3-1 proti změně a pro návrh bylo médii a jinými pozorovateli popisováno jako velmi pozoruhodné a ohromující..
Návrh manželského zákona (stejnopohlavní páry) 2013 – vyprošťovací návrh lorda Deara
| Strana                                   | Pro | Proti | Nehlasoval |
| ---------------------------------------- | --- | ----- | ---------- |
| Labouristé                               | 16  | 160   | 0          |
| Konzervativci                            | 66  | 80    | 63         |
| Crossbenchers                            | 46  | 68    | 0          |
| Liberální demokraté                      | 2   | 73    | 0          |
| Lord Spiritual                           | 9   | 0     | 15         |
| Nezařazení                               | 3   | 4     | 0          |
| DUP                                      | 2   | 0     | 0          |
| Ulsterská unionistická strana            | 1   | 0     | 0          |
| Strana nezávislosti Spojeného království | 2   | 0     | 0          |
| Plaid Cymru                              | 0   | 2     | 0          |
| Nezávislí Labouristé                     | 1   | 0     | 0          |
| Nezávislí liberální demokraté            | 0   | 2     | 0          |
| Celkem                                   | 148 | 390   | 78         |

### Komisionální fáze
Návrh se dostal ve Sněmovně lordů do komisionální fáze 17., 19. a 24. června 2013. Tam se projednávaly vládní pozměňovací návrhy:
- Klauzule 5 byla novelizována tak, aby byly srozumitelnější aspekty stejnopohlavního manželství ve věci práv a zvyků židovského náboženství;
- Plán 7 byl změněn tak, aby došlo k novele Manželského zákona 1949, aby Anglická církev a jiné náboženské organizace měly jasně zaručené právo se rozhodnout, zda budou stejnopohlavní páry oddávat před Bohem;
- Plán 7 znovelizoval zákon o veřejném pořádku 1986. Část 3A zákona z r. 1986 zakazuje šíření nenávisti proti jiným sexuálním orientacím. Část 3A je novelizovaná tak, aby se podle tohoto ustanovení nedala kriminalizovat diskuse a kritiky o pohlaví manželů.

#### Fáze reportu
Návrh se dostal do fáze reportu ve Sněmovně lordů 8. a 10. července 2013. Během ní byly přijaty vládní pozměňovací návrhy:
- Klauzule 2 byla novelizovaná tak, aby bylo jasně pochopeno, co znamená termín „nucení“;
- Plán 5 byl znovelizován tak, aby se urychlila procedura aplikace genderových uznání těch, kteří žili před 6 lety v chráněných manželstvích;
- Včlenění nové klauzule, která umožňuje vládě tvořit sekundární legislativu povolující náboženským organizacím a humanistům odmítat taková manželství a podrobit jejich postoj veřejné konzultaci.

#### Třetí čtení
Návrh prošel Sněmovnou lordů 15. července 2013.
Novelizovaný návrh byl vrácen Dolní sněmovně 16. července 2013. Ta jej ten samý den podpořila.

### Královský souhlas
17. července 2013 podepsala návrh britská královna Alžběta II., čímž byl ukončen legislativní proces, a návrh se tak stal přijatým.